# Santos Bedoya López
Santos Bedoya López   (Madrid, 3 de novembre de 1939 - Huelva, 9 de febrer de 2025) fou un futbolista madrileny de la dècada de 1960.

## Trajectòria
Jugà al juvenil del Reial Madrid, des d'on passà al filial de l'equip blanc, el Plus Ultra, club amb el qual disputà vuit partits a Segona Divisió. El 1961 fou cedit al RCD Espanyol, on hi romangué durant tres temporades, i en les quals visqué un descens a Segona i un ascens a Primera. Acabada la cessió retornà al Reial Madrid on jugà una temporada, guanyant la lliga, en la qual, no obstant, només disputà un partit. Entre 1965 i 1967 jugà dos anys al Deportivo de la Coruña on visqué, novament, un ascens i un descens de categoria. El 1967 marxà a Sevilla, on fixà la seva residència un cop retirat. Jugà cinc temporades al Sevilla FC, on visqué un ascens a Primera i dos descensos a Segona. El seu darrer club fou el Recreativo de Huelva.
Fou entrenador del Sevilla Atlético. La temporada 1973-1974, estava entrenant al filial, quan hagué de substituir Ernst Happel a la banqueta del primer equip.